# Chalida Didyasarin
Chalida Didyasarin (tiếng Thái: ชลิดา ดิษยะศริน, sinh ngày 28 tháng 04 năm 1995) còn có biệt danh là Sandy (tiếng Thái: แซนดี้), là một diễn viên, ca sĩ và người mẫu Thái Lan.

## Tiểu sử
Chalida Didyasarin sinh ra tại Thái Lan. Cô tốt nghiệp trung học tại Bodindecha School và lấy bằng cử nhân Khoa Triết học, Chính trị và Kinh tế của Trường Cao đẳng Nghiên cứu Liên ngành, đại học Thammasat.